# Magda Piskorczyk
Magda Piskorczyk – polska wokalistka i instrumentalistka. Gra na gitarach: akustycznej, elektrycznej i basowej, a także na instrumentach perkusyjnych. Wykonuje głównie muzykę zakorzenioną w tradycji afroamerykańskiej i afrykańskiej. Aranżuje i komponuje, była gościem festiwali międzynarodowych m.in. na Tajwanie, w Niemczech, Szwecji, Norwegii, Anglii, na Węgrzech i we Francji. Członkini Akademii Fonograficznej ZPAV. Prowadzi warsztaty muzyczne według własnego programu autorskiego, między innymi w ramach Bluesa nad Bobrem. Efektem takich warsztatów w warszawskim OKO jest wydana w 2012 roku płyta Magda Piskorczyk Masterclass.
Magda Piskorczyk to autorka płyty studyjnej Blues Travelling nagranej z udziałem Michała Urbaniaka, albumu Magda Live z zapisem akustycznego koncertu z Radia Gdańsk, płyty Live at Satyrblues nagranej ze Slidin' Slimem ze Szwecji, podwójnego albumu Afro Groove upamiętniającego trasę koncertową z Billy Gibsonem z Memphis oraz płyty studyjnej z muzyką gospel: Mahalia. Albumy Magda Live, Afro Groove i Mahalia otrzymały nominację do Nagrody Fryderyk w kategorii Album Roku Blues.
Dwukrotna półfinalistka międzynarodowego konkursu bluesowego: International Blues Challenge w Memphis, USA. Siedmiokrotnie wybierana Wokalistką Roku (2003, 2004, 2006, 2009, 2011, 2012 i 2013) przez czytelników kwartalnika Twój Blues. W maju 2008 roku Magda Piskorczyk, jako jedna z dwóch pierwszych wykonawców, odcisnęła swą dłoń w Alei Gwiazd Polskiego Bluesa w Sławie koło Zielonej Góry. Często określana jako „czarny głos w białym kostiumie” po zawierającej takie określenie recenzji koncertu we Francji („Brillante chanteuse a la voix noire et au costume blanc”)
Magda Piskorczyk współpracuje, nagrywa bądź występuje też z innymi zespołami, m.in. Blues Flowers, Engerling i Konoba. Występowała z wieloma znanymi muzykami, m.in. z Wojciechem Karolakiem, Leszkiem Winderem, Jerzym Styczyńskim, Leszkiem Cichońskim oraz Bobem Margolinem, Billy Gibsonem, Seckou Keitą, Ritą Engedalen, Bobem Brozmanem, Gregiem Szłapczyńskim i Slidin' Slimem.

## Muzyka
Muzyka Magdy Piskorczyk to przygotowywane przez nią aranżacje standardów soulowych, bluesowych, funkowych, rockowych, jazzowych i muzyki gospel oraz jej własne kompozycje inspirowane tymi nurtami.
Jan Chojnacki stwierdził, że „jej muzyka jest oryginalna, ale nie udziwniona, wierna korzeniom, a jednocześnie współczesna, bardzo oszczędna w formie i pełna emocji”.
gospel to jedna z największych muzycznych miłości Magdy Piskorczyk. Spośród wykonawców tego gatunku Magda najbardziej ceni twórczość Mahalii Jackson. Odrębne koncerty prezentujące standardy gospel artystka przedstawiła w Polsce, w Niemczech, na Węgrzech, w Anglii (na festiwalu City Sings Gospel w Liverpoolu) i we Francji (na festiwalu Blues Sur Seine).
Magda Piskorczyk jest zainteresowana muzyką etniczną z różnych stron świata, którą włącza do repertuaru. Śpiewa głównie po angielsku, czasami po polsku, ale także w innych językach, np. hiszpańskim, kreolskim czy afrykańskich: Bambara i Tamaszek.

## Życiorys
Magda Piskorczyk śpiewała regularnie już we wczesnym dzieciństwie. W muzycznym poszukiwaniu znalazła się na krótko w repertuarze rockowym, by ostatecznie stwierdzić, że najlepiej czuje się w bliskim korzeni akustycznym graniu bluesowym, muzyce gospel, jazzie i gatunkach pokrewnych.
W 2001 zadebiutowała na konkursie festiwalu Jesień z Bluesem w Białymstoku, gdzie z zespołem Sexy Mama została laureatką Pierwszej Nagrody. Rok później, także w Białymstoku, rozpoczęła karierę solową. Współtworzyła trio Terraplane, występowała w duetach z Michałem Kielakiem (harmonijka), Arkadiuszem Osenkowskim (saksofon), Markiem Kapłonem (gitara), Olą Siemieniuk (gitara) i Karolina Koriat (wokal). W 2003 na płycie Spoko Wodza grupy Blues Flowers ukazał się utwór Nie będę grzeczną dziewczynką, popularnie zwany Odlotówką, napisany przez Jaromiego. W 2003 i 2005 wystąpiła na Dużej Scenie Festiwalu Rawa Blues.
Została wybrana Wokalistką Roku 2003, a potem także 2004, 2006, 2009, 2011, 2012 i 2013 w ankiecie czytelników kwartalnika Twój Blues.
W 2004 Piskorczyk została przyjęta do udziału w największym międzynarodowym konkursie bluesa International Blues Challenge 2005 w Memphis. Rev. Rabia z Berkeley, amerykańska śpiewaczka bluesowa, tak napisała o artystce na swej stronie internetowej: Największe z ostatnich odkryć w aktywnym i ekscytującym polskim bluesie. (...) Ta dziewczyna musi naprawdę kochać bluesa. Tak młoda i ze Wschodniej Europy! Doskonała! Ona jest lepsza niż wielu amerykańskich śpiewaków bluesowych!.
W 2005 nakładem wydawnictwa MTJ ukazała się studyjna płyta zatytułowana Blues Travelling nagrana przy współudziale kompozytora jazzowego Michała Urbaniaka (który przyjął zaproszenie, będąc pod wrażeniem, jak sam stwierdził, jej bestialskiej prawdziwości) i przyjaciół. Od 2005 roku regularnie występuje z własnym zespołem.
W 2005 Magdę Piskorczyk powtórnie zakwalifikowano do udziału w konkursie IBC, gdzie ponownie dotarła do półfinału. Vicky i Joe Price (Finaliści konkursu) na stronie internetowej napisano: Widzieliśmy mnóstwo fantastycznych wykonawców, ale naszą faworytką jest Magda Piskorczyk z Polski. Magda ma „niebieski ogień” w swojej duszy i potrafiła dzielić ten ogień ze słuchaczami. Opinie jurorów:
- Dobra energia. Radość. Dobry wokal. Duża umiejętność angażowania publiczności – Bonnie Tallmaw
- Bardzo wciągający występ. Podoba mi się sposób, w jaki angażujesz publiczność w swój występ. Świetne brzmienie – śmiałe, odważne, energiczne i z charakterem – to jest to! Tak właśnie według mnie powinien brzmieć blues! Dobry dobór repertuaru w Twoim secie! Bardzo dobrze! Szybko, wolno, wesoło, smutno. Dzięki temu Twój występ to znakomity show! – Mark Loft
- Twój Muddy Water Blues był znakomity! Zapamiętam go na długo! Świetnie! – John Pfeiffer[6].

W 2007 rozpoczęła prace nad specjalnym programem zatytułowanym W hołdzie Mahalii Jackson, zawierającym interpretacje utworów znanych z płyt Królowej Muzyki Gospel.
W marcu 2008 nakładem wydawnictwa Artgraff ukazała się pierwsza koncertowa płyta Piskorczyk zatytułowana Magda Live z zapisem akustycznego koncertu z RGstudia Radia Gdańsk. W nagraniu uczestniczył zespół Magdy w składzie: Aleksandra Siemieniuk, Arkadiusz Osenkowski, Roman Ziobro, Maksymilian Ziobro. Płyta zawiera 13 utworów i multimedia, m.in. 15-minutowy film wideo z zarejestrowanego koncertu. Rok później płyta otrzymała nominację do nagrody Fryderyk w kategorii Album Roku – Blues.
W maju 2008, w czasie festiwalu Las, Woda & Blues, w miejscowości Sława koło Zielonej Góry odsłonięta została pierwsza w Polsce Aleja Gwiazd Bluesa z gwiazdami: Magdy Piskorczyk, Tadeusza Nalepy i Sławka Wierzcholskiego. W czasie tej uroczystości Piskorczyk i Wierzchowski odcisnęli swe dłonie.
W 2009 artystka została zaproszona do międzynarodowego zespołu Konoba, wykonującego tradycyjną muzykę Afryki Zachodniej. W grupie tej śpiewała, grała na gitarze basowej i akustycznej oraz na instrumentach perkusyjnych. Współpraca trwała do roku 2012.
Wiosną 2010 Piskorczyk odbyła pierwsze tournée po Skandynawii. W połowie 2010 ukazała się płyta nagrana rok wcześniej w Tarnobrzegu ze Szwedzkim wokalistą, gitarzystą i kompozytorem Slidin’ Slimem, zatytułowana Live at Satyrblues. Na płycie tej usłyszeć można też Aleksandrę Siemieniuk (gitary) i Grzegorza Zawilińskiego (perkusja i instrumenty perkusyjne), którzy wówczas stanowili trzon Magdy zespołu.
W marcu 2011 artystka wystąpiła w Oslo i Notodden w Norwegii, zaproszona między innymi przez tamtejszą wokalistkę Ritę Engedalen. Reprezentowała firmę Hohner na targach Musikmesse we Frankfurcie. Utwór I’d Rather Go Blind znalazł się na dwóch kompilacjach wydanych w Singapurze i Malezji. W ciągu kilkunastu miesięcy wydawnictwo EQU Music z Singapuru wydało jeszcze 6 składanek z utworami wykonywanymi przez polską wokalistkę: Darkness on the Delta, Temptation, Work Song i I’ve Got The Blues And I Can’t Be Satysfied. Brytyjski magazyn Blues Matters opublikował wywiad z Piskorczyk, przeprowadzony przez muzyka Briana Kramera.
26 października 2011 uczciła stulecie urodzin Mahalii Jackson specjalnym koncertem w warszawskim Palladium. Magdzie Piskorczyk towarzyszył jej zespół (Aleksandra Siemieniuk, Roman Ziobro, Jacek Cichocki, Marcin Jahr, Adam Rozenman), chór Gospel Band kierowany przez Magdalenę Supeł oraz – jako gość specjalny – Wojciech Karolak, wirtuoz organów Hammonda. Kolejne koncerty w hołdzie Mahalii Jackson odbyły się m.in. w Filharmonii Gdańskiej, Auli Audytorium Maximum UJ w Krakowie, Forum Synagoga w Ostrowie Wielkopolskim, na X Opole Gospel Festival w Filharmonii Opolskiej i w Iławie na festiwalu Złota Tarka.
Jesienią 2011 Magda Piskorczyk wydała dwie nowe płyty: studyjny album gospel Mahalia przygotowany w hołdzie Mahalii Jackson oraz podwójny album Afro Groove prezentujący zapis koncertu nagranego z Billy Gibsonem – wirtuozem harmonijki z Memphis, laureatem Blues Award. Materiał na tym wydawnictwie to połączenie muzyki o korzeniach afroamerykańskich (soul, blues, jazz, funk) z rytmami i melodiami etnicznymi, zwłaszcza zachodnio-afrykańskimi. Na płycie tej Piskorczyk (wokal, gitara akustyczna i basowa, aranżacje), towarzyszą: Billy Gibson (harmonijka i wokal) oraz zespół Magdy w składzie: Aleksandra Siemieniuk (gitara dobro i elektryczna), Marcin Jahr (perkusja) i Adam Rozenman (perkusjonalia). Pod koniec roku płyta ukazała się także w Japonii. W 2012 Afro Groove zostało wybrane Koncertowym albumem roku 2011 w ankiecie portalu wasser-prawda.de zarówno przez Internautów, jak i redakcję magazynu. Obie płyty wydane w 2011 roku, czyli Afro Groove i Mahalia otrzymały nominację do Nagrody Fryderyk 2012.
Jesienią 2012 dała serię koncertów na Tajwanie, gdzie wystąpiła między innymi na festiwalu 9 Blues Bash w Tajpej, zaproszona przez tamtejsze stowarzyszenie bluesowe.
W latach 2011–2012 udzielała się też jako instruktor na autorskich warsztatach muzycznych Magda Piskorczyk Masterclass w Ośrodku Kultury Ochota w Warszawie. Ich owocem jest nagrana w studio OKO i wydana w 2012 roku płyta Magda Piskorczyk Masterclass. Magda była nie tylko pomysłodawcą całości zajęć i koncepcji płyty, ale też jej producentem muzycznym, realizatorką dźwięku i miksu. Płyta prezentuje 11 bardzo różnych stylistycznie utworów wybranych wraz z nią przez uczestników zajęć. Od 2012 uczy też w swojej klasie według własnego programu autorskiego w ramach Bluesa nad Bobrem w Kliczkowie.
W grudniu 2012, na festiwalu Jesień z Bluesem w Białymstoku, obchodziła 10-lecie kariery solowej.
Od 2014 pełni funkcję Dyrektora Artystycznego warsztatów Blues nad Bobrem.

## Zespół
Magda Piskorczyk (wokal, aranżacje, kompozycje, gitara akustyczna, elektryczna i basowa oraz instrumenty perkusyjne) występuje z zespołem w składzie:
- Aleksandra Siemieniuk – gitara dobro, akustyczna i elektryczna;
- Bartosz Kazek – perkusja;

Skład poszerzony i projekty specjalne, np. gospel:
- Stanisław Witta – pianino, organy Hammonda;
- Jacek Cichocki – fortepian, organy Hammonda;
- Roman Ziobro – kontrabas, gitara basowa;
- Marcin Jahr – perkusja;
- Bogumił Romanowski – perkusja;

Wcześniejsi członkowie zespołu:
- Adam Rozenman – instrumenty perkusyjne;

- Grzegorz Zawiliński – perkusja i instrumenty perkusyjne;
- Arkadiusz Osenkowski – saksofon;
- Maksymilian Ziobro – perkusja

## Dyskografia
- Magda Piskorczyk – Make Your Spirit Fly, reedycja, digipak, Krakowskie Klimaty Muzyczne (2017)[14]
- Magda Piskorczyk – Mahalia, Artgraff (2011)
- Magda Piskorczyk feat. Billy Gibson – Afro Groove, Artgraff (2011), BSMF Records Japonia (2011)
- Magda Piskorczyk & Slidin’ Slim – Live at Satyrblues, Artgraff (2010)
- Magda Piskorczyk – Magda Live, Artgraff (2008)
- Magda Piskorczyk – Blues Travelling, MTJ (2005)
- Magda Piskorczyk – Make Your Spirit Fly, demo (2002)

### Inne projekty
- Magda Piskorczyk Master Class, Ośrodek Kultury Ochoty (2012)[14]
- The Jam Session Band – One Night At Satyrblues Live, OKO (2003)

### Gościnnie i projekty specjalne
- Monomotiv & Aleksandra Siemieniuk – Koldfusion (2016)[14]
- Blues Menu – Nie samym bluesem (2013)
- Antoni Krupa – Amela. blues o rozwianych włosach na wietrze, Radio Kraków (2012)
- J.J.Band – Blues. J.J.Band i przyjaciele grają utwory Tadeusza Nalepy (2010)
- Blues Flowers – Smacznego!, Flower Records (2008)
- Blues Flowers – Bluesmenty, Flower Records (2005)
- Chorzy na bluesa śpiewają utwory Sławka Wierzcholskiego, Omerta Art (2004)
- Blues Flowers – Spoko Wodza, Flower Records (2003)
- Blues Flowers – Nie będę grzeczną dziewczynką (singel), Flower Records (2003)
- Blues Flowers – Cieszmy się jak dzieci (singel), Flower Records (2003)

### Kompilacje
- JAZZ Audiophile Edition Two, CD, Singapur 2021, utwór Temptation[14];
- Absolute Acoustic, 2CD, Singapur 2016, utwór Darkness On The Delta;
- Jazz Studio, CD, Singapur 2016, utwór Temptation;
- Amazing Jazz, CD, Singapur 2015, utwór I’d Rather go Blind;
- The Best Blues...Ever!, 4CD box, EMI Music Polska 2012, utwór Darkness On The Delta;
- When Blues Meets Jazz, 2CD audiofilskie, Singapur 2012, utwór I've Got The Blues And I Can’t Be Satysfied;
- Jazz Unlimited Vol.3, 2CD audiofilskie, utwór Temptation, Singapur (2012)
- Great Songwriters’ Songbook, CD, utwór Temptation, Singapur (2012)
- Jazz Bar, utwór „Work Song”, Singapur (2012)
- Acoustic Edition II, CD audiofilskie, utwór Darkness on the Delta, Singapur (2012)
- Jazz Unlimited, 2CD, utwór I’d Rather go Blind, Singapur (2011)
- Jazz Addiction, CD audiofilskie, utwór I’d Rather go Blind, Singapur (2011)
- Smooth jazz po polsku, 3CD, utwór Nie będę grzeczną dziewczynką, MTJ (2010)
- 17 International Gastroblues Festival DVD, Węgry (2009)
- Antologia Polskiego Bluesa 2, utwory: Never Make Your Move Too Soon i z Blues Flowers: W pamiętniku Cię zapiszę, Polskie Stowarzyszenie Bluesowe i 4evermusic (2009)
- Blues sur Seine Fete Ses 10 Ans, utwór Walking Blues, wyd. Blues sur Seine, Francja (2008)
- Antologia Polskiego Bluesa, utwory: All of Me i Muddy Water Blues, Polskie Stowarzyszenie Bluesowe i 4evermusic (2008)
- Blues sur Seine, 8eme edition, utwór Help Me, wyd. Blues sur Seine, Francja (2006)

## Festiwale międzynarodowe
Magda Piskorczyk była gościem wielu międzynarodowych festiwali, między innymi:
- Suwałki Blues Festival, Suwałki (2011[16], 2018, 2019, 2021)
- Valašské Meziříčí, Międzyrzecze Wołoskie, Czechy (2021)
- Vienna Blues Spring Festival, Austria (2014, 2018, 2021)
- Tyykiblues Festival, Forssa, Finlandia (2018, 2019)
- Ahrenshooper Jazzfest, Ahrenshoop, Niemcy (2019)
- Kieler Woche, Kilonia, Niemcy (2019)
- Greifswald Polenmarkt, Niemcy (2017)
- Jimiway Blues Festiwal, Ostrów Wielkopolski (2002, 2006[17], 2017[18])
- Europe Blues Train, Hannover, Berlin i Bielefeld, Niemcy (2017)
- Europe Blues Train, Berlin i Bruchhausen-Vilsen, Niemcy (2016)
- Jahrmarkt, Burg Klempenow, Niemcy (2016)
- Singen Stadtfest, Niemcy (2015)
- Ziegelei Open Air, Twistringen (2015)
- Jazztage Dresden, Niemcy (2014)
- Transit Festival, Burg Klempenow, Niemcy (2014)
- Blue Wave Festival, Rugia, Niemcy (2014)
- Chemnitzer Stadtfest, Chemnitz, Niemcy (2013)
- Bluesovy Podzimek, Holešov, Czechy (2013)
- Prerov Jazz Festival, Prerov, Czechy (2009, 2013)
- Southern Rock and Blues Festival, Kolin, Czechy (2013)
- Old Jazz Meeting, Złota Tarka, Iława (2013)
- Głogowskie Spotkania Jazzowe, Głogów (2013)
- Toruń Blues Meeting, Toruń (2013)
- Chemnitzer Blues Festival, Niemcy (2013)
- Blues Bash, Tajpej, Tajwan (2012)
- Blues au chateau Festival, La Cheze, Francja (2012)
- Piknik Country, Dąbrowa Górnicza (2012)
- Bluesfest Eutin/Bluesbaltica Festival, Eutin, Niemcy (2011)
- Plus Tennis Music Festival, Szczecin (2010)
- Dusty Road Blues Festival, Tidaholm, Szwecja (2010)
- Bluescamp Festival, Fredrikstad, Norwegia (2010)
- Harmonica Bridge, Toruń i Bydgoszcz (2010)
- Satyrblues, Tarnobrzeg (2003, 2009, 2010)
- Trossinger Blues Fabrik, Trossingen, Niemcy (2009)
- City Sings Gospel, Liverpool, UK (2008)
- Bieszczadzkie Anioły, Dołżyca (2008)
- Bluestracje (Blues Top), Chorzów i Zakopane (2007)[19]
- Blues Goes East, Karlsruhe, Niemcy (2007)
- Bluezzfest, Bułgaria (2006)
- Blues Sur Seine, Francja (2006)
- Resonator Festival, Sulingen, Niemcy (2005, 2006)
- Dobrofest, Trnava, Słowacja (2005)
- Potsdam Bluesfestival, Niemcy (2004)
- Berlin Bluesfestival, Niemcy (2004)
- Blues Alive, Šumperk, Czechy (2002)